# Hålgölen
Hålgölen är en sjö i Åtvidabergs kommun i Småland och ingår i Vindåns huvudavrinningsområde.